# エミスム
エミスム（Emisum、Iemsium）は、古代メソポタミアの都市国家・ラルサの王。

## 略歴
エミスムはアムル人であり、低年代説によると、紀元前1940年から紀元前1912年までの間、都市国家ラルサを支配していた。